# テルウェル西日本
テルウェル西日本株式会社（テルウェルにしにっぽん、英: TelWel West Nippon Corporation）は大阪府大阪市天王寺区清水谷町に本社を置くNTT西日本のグループ会社である。財団法人電気通信共済会より収益事業を継承し、株式会社として設立した。
NTT東日本管轄のテルウェル東日本と同様の業務を行っている。

## 概要
電気通信事業の健全な発展に寄与するとともにNTTグループ各社の福祉厚生を分担し、各事業の収益により相互扶助事業部・社会福祉事業などを行っている。誰もが住みやすい社会づくりのお手伝いのため、様々な事業を展開している。多岐にわたる商品・サービスを整理。
「自然・会社・子ども・家族」の４つのテーマを掲げ、「テルウェルまもり隊」（商標登録）を結成した。

## 業務内容
- 環境商品（バッテリー再生・テルクール・節水・LED・屋上緑化・太陽光パネル）「環境ビジネス」
- 非常通報装置の設置・保守
- 人材派遣・人材紹介・紹介予定派遣「Staff　More」
- アウトソーシング（電話受付業務・医療事務・事務機器操作など）
- オフィス用品インターネットサイト「n買いやす.net」
- 暮らし用品インターネットサイト「テルウェル生活応援本舗」
- オフィス用品の販売（什器・事務用品・OA機器・OAサプライ・ソフトウェアなど）
- オフィス移転・レイアウト変更
- 勤怠管理システムの販売(Touch on Time)
- 電柱広告の販売・取付
- キャッシュディスペンサー清掃
- 公衆電話の清掃・点検
- ビル清掃
- 建物警備
- ハウスクリーニング
- 建物、外溝、電気、衛生設備等の修繕および工事
- 建物・樹木の害虫防除・駆除
- マンション・分譲住宅のあっせんと販売住宅情報サイト「ハウジングネット」
- 食堂・独身寮の運営
- 引越サービス「引越サービス」
- 介護サービス「介護サービス」（居宅介護支援・デイサービス・訪問介護・訪問看護など）
- 住宅型有料老人ホーム
- 適合高齢者専用賃貸住宅
- グループホーム
- 「ホームページ制作」
- AED（自動体外式除細動器）の販売
- 防災用品の販売
- 各種イベント運営
- 防犯用品の販売
- 情報セキュリティ
- Bフレッツ・IP電話等の営業
- 情報通信機器の販売
- 電報受付・配達「D-Mail」

## 沿革

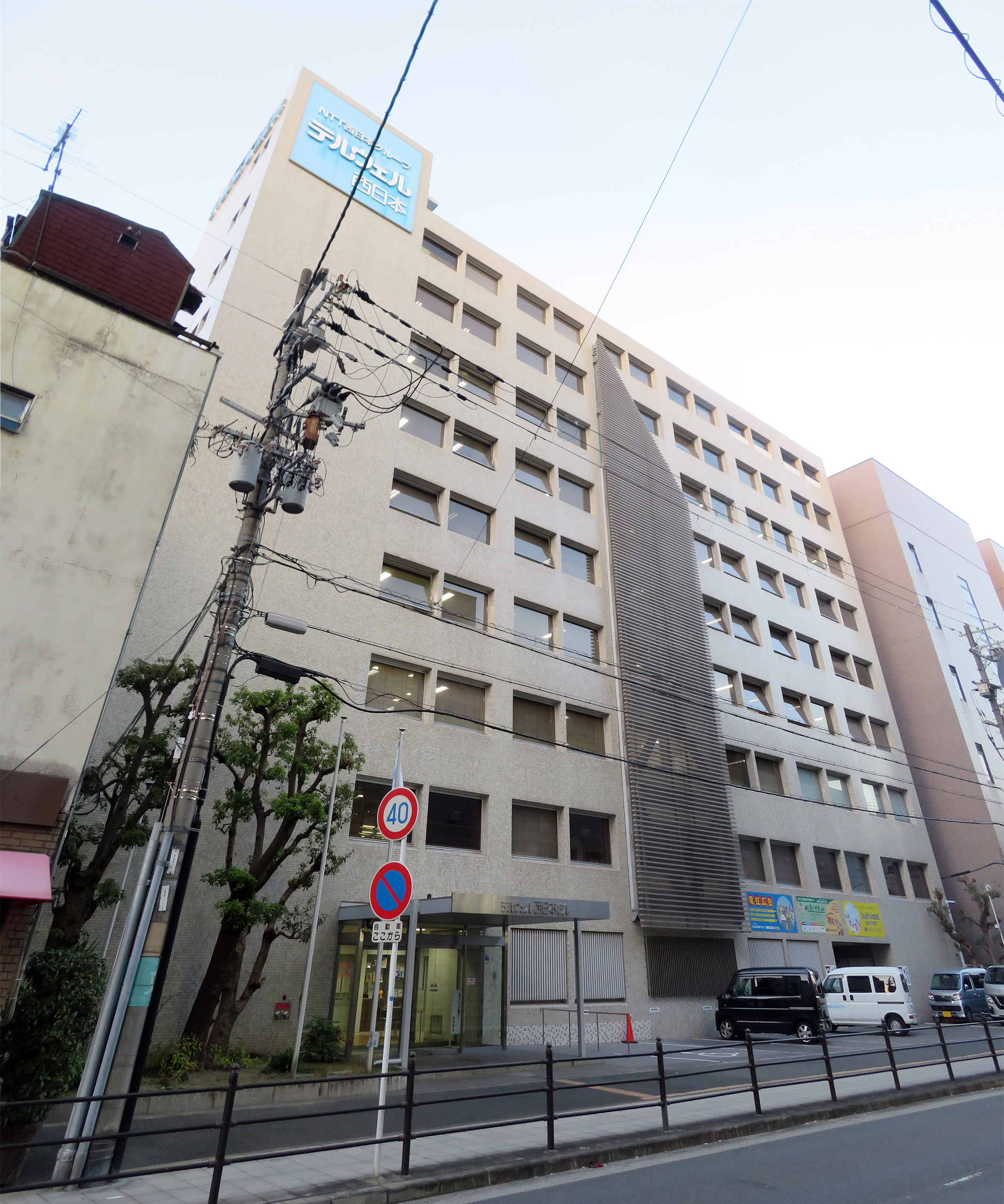
2025年2月までの本社（テルウェル西日本本社ビル）

- 1952年（昭和27年）- 電気通信省と全国電気通信労働組合（現・NTT労働組合）により財団法人電気通信共済会設立。
- 2001年（平成13年）- 電気通信共済会より収益事業を継承し、テルウェル西日本株式会社設立。
- 2017年（平成29年）- グループ会社のビューテック・ビューテック東海・ビューテック中国・ビューテック四国・ビューテック九州を吸収合併。
- 2025年（令和7年）3月3日 - 本社を大阪市中央区森ノ宮中央一丁目7番12号から現在地に移転[2]。

## グループ会社
関連会社
- NTT西日本
- NTT西日本ビジネスフロント
- テルウェル東日本

グループ会社
- 電電広告
- 広告通信社
- テルテック四国
- データプラス